# Penny Wisdom
Penny Wisdom é um filme de comédia em curta-metragem estadunidense de 1937 dirigido e escrito por David Miller (cineasta) e Robert Lees. Venceu o Oscar de melhor curta-metragem em live action na edição de 1938.

## Elenco
- Prudence Penny
- Harold Minjir - Matthew E. Smudge
- Gertrude Short - Chloe Smudge
- Pete Smith - Narrador
- William Worthington